# Верушевский, Рафал
Рафал Верушевский (пол. Rafał Wieruszewski, р.24 февраля 1981) — польский легкоатлет, призёр чемпионатов мира и Европы; выступает в эстафете 4×400 м.
Родился в 1981 году в Сьроде-Великопольской. В 1999 году стал серебряным призёром чемпионата Европы среди юниоров, в 2000 году завоевал бронзовую медаль чемпионата мира среди юниоров. В 2001 году на чемпионате мира польские спортсмены заняли 4-е место в эстафете, но так как американские спортсмены впоследствии были дисквалифицированы из-за допинга, то поляки стали обладателями бронзовой медали. В 2006 году стал бронзовым призёром чемпионата Европы и серебряным призёром чемпионата мира в помещении. В 2008 году принял участие в Олимпийских играх в Пекине, но там занял лишь 7-е место.